# Paul Weinstein
Pour les articles homonymes, voir Weinstein.
Paul Weinstein, né le 5 avril 1878 à Wallendorf et décédé le 16 août 1964 à Bochum, est un athlète allemand spécialiste du saut. Il était affilié au Leichtathletikclub Sportfreunde Halle.

## Biographie

### Palmarès
| Date | Compétition                | Lieu        | Résultat | Épreuve          | Performance |
| ---- | -------------------------- | ----------- | -------- | ---------------- | ----------- |
| 1904 | Jeux olympiques d'été      | Saint-Louis | 3e       | Saut en hauteur  | 1,778 m     |
| 1904 | Jeux olympiques d'été      | Saint-Louis | 7e       | Saut à la perche |             |
| 1906 | Jeux olympiques intercalés | Athènes     | 8e       | Saut en hauteur  | 1,650 m     |
| 1906 | Jeux olympiques intercalés | Athènes     | 9e       | Triple saut      | 12,615 m    |

### Records
| Épreuve          | Performance | Lieu        | Date |
| ---------------- | ----------- | ----------- | ---- |
| Saut en hauteur  | 1,778 m     | Saint-Louis | 1904 |
| Saut à la perche | 3,065 m     |             | 1908 |
| Saut en longueur | 6,88 m      |             | 1909 |
| Triple saut      | 13,38 m     |             | 1905 |